# Into the Woods
Into the Woods is een musical met liedteksten en muziek van Stephen Sondheim en een script is van James Lapine. De musical ging in 1986 in première in het Old Globe Theatre in San Diego onder regie van Lapine. In het daaropvolgende jaar verscheen de musical op Broadway, met in de hoofdrollen onder meer Bernadette Peters (als de heks) en Joanna Gleason (als de bakkersvrouw). Weer in een regie van Lapine. Deze eerste Broadwayproductie van de musical ontving lovende kritieken en in 1988 werd Into the Woods bekroond met verschillende Tony Awards, onder andere voor "beste libretto", "beste originele muziek" en "beste vrouwelijke hoofdrol in een musical" (Joanna Gleason). Van de musical werden sindsdien een groot aantal uitvoeringen geproduceerd, waaronder een toer door de Verenigde Staten in 1988 en producties op West End (1990), een televisieproductie (1991), een registratie van de Broadwayproductie uit 1988, met de originele Broadwaybezetting, een jubileumproductie (1997), een productie in Los Angeles (2002) en een nieuwe versie (met weer James Lapine als regisseur) op Broadway in 2002.

## Plot
In de musical lopen verhaallijnen en personages van verschillende bekende sprookjes van de Gebroeders Grimm, waaronder Roodkapje, Rapunzel, Sjaak en de bonenstaak en Assepoester door elkaar. Zij vormen samen met nieuwe elementen een verhaal over een Bakker en zijn vrouw, die een kind wensen. De heks in het verhaal heeft echter een vloek over hen uitgesproken, waardoor ze onvruchtbaar zijn. Volgens de heks zal de vloek pas opgeheven worden als zij in het woud vier voorwerpen verzamelen: een melkwitte koe, het vlasblonde haar, de bloedrode mantel en een glazen muiltje. Maar in het woud ontdekken zij Sjaak (van de bonenstaak), Rapunzel, Roodkapje en Assepoester, die hun eigen wensen proberen te vervullen. Ze komen tot het inzicht dat het nastreven van hun wens gevolgen heeft voor de anderen en staan voor de keuze: in hoeverre is het vervullen van hun eigen wens belangrijker dan de verantwoordelijkheid voor het welzijn van anderen?

## Nederlandstalige versies
In 2003 werd Into the Woods gespeeld in openluchttheater Birkhoven in Amersfoort. De vertaling was van Petra van Eerden, de regie van Julia Bless, muzikale leiding door Robert Jan Kamer. De voorstelling was daar gedurende een aantal weken te zien.
In 2007 werd voor het M-Lab een nieuwe Nederlandse versie van de musical geproduceerd, op basis van een vertaling/bewerking door Koen van Dijk, die ook de regie verzorgde. In zijn bewerking schrapte Van Dijk een aantal personages om het stuk met een kleinere bezetting te kunnen spelen. Van 9 september 2010 t/m 4 oktober 2010 was de M-Lab versie van Into the Woods opnieuw te zien in 13 theaters in Nederland.
In 2017 wordt de musical opnieuw gespeeld door PIT Producties, in een nieuwe vertaling van Jeremy Baker, onder regie van Gijs de Lange. De originele orkestbezetting wordt aangehouden.
| Rol                                | Vertolker 2003                | Vertolker 2007      | Vertolker 2010      | Vertolker 2017         |
| ---------------------------------- | ----------------------------- | ------------------- | ------------------- | ---------------------- |
| Heks                               | Kirsten Cools                 | Vera Mann           | Lone van Roosendaal | Esther Maas            |
| Bakker                             | Ger Otte                      | Dick Cohen          | Jasper Kerkhof      | Wart Kamps             |
| Bakkersvrouw                       | Frédérique Sluyterman van Loo | Wieneke Remmers     | Wieneke Remmers     | Lone van Roosendaal    |
| Assepoester                        | Ann Van den Broeck            | Maike Boerdam       | Annick Boer         | Brigitte Heitzer       |
| Assepoesters Prins/Wolf            | Rolf Koster                   | René van Kooten     | Remko Vrijdag       | Paul Groot             |
| Assepoesters moeder                | Esther Maas                   | Lieke van den Broek | Hanneke Vos         | Esther Maas            |
| Roodkapje                          | Wieneke Remmers               | Marit Slinger       | Marit Slinger       | Elise Schaap           |
| Jack (Sjaak)                       | Barend van Zon                | Freek Bartels       | Rick Sessink        | Guido Spek             |
| Sjaaks Moeder                      | Aafke van der Mey             | Marika Lansen       | Marika Lansen       | Jeremy Baker           |
| Raponsel                           | Annemieke van der Ploeg       | Suzanne Brüning     | Michelle van de Ven | Esther Floor           |
| Raponsels Prins                    | Willem Alink                  | Sander Volders      | Sander Volders      | René van Kooten        |
| Verteller                          | Bob van Tol                   | Filip Bolluyt       | Filip Bolluyt       | Laus Steenbeeke        |
| Assepoesters stiefmoeder           | Martine Kennis                | -                   | -                   | Mirjam de Rooij        |
| Florinda, stiefzus van Assepoester | Saskia Schafer                | -                   | -                   | Esther Floor           |
| Lucinda, stiefzus van Assepoester  | Roosmarijn van Bohemen        | -                   | -                   | Roosmarijn van Bohemen |
| Reuzin                             | ?                             | Lieke van den Broek | Hanneke Vos         | ?                      |
| Grootmoeder                        | Esther Maas                   | -                   | -                   | Jeremy Baker           |
| Assepoesters vader                 | Jorge Verkroost               | -                   | -                   | Paul Groot             |
| Hofmaarschalk                      | Jorge Verkroost               | -                   | -                   | René van Kooten        |

In 2001 werd Into the Woods ook gespeeld op De Theaterschool (Amsterdam) in een vertaling van Florus van Rooijen, Bart Jan te Boekhorst regisseerde en de decors en kostuums waren van Jan Aarntzen. De cast bestond uit Jeroen van Koningsbrugge, Wende Snijders, Martijn Hillenius, Florus van Rooijen, Nynke Laverman, Kim van Zeben, Dorien Haan, Vanessa Werkhoven, Sophie van Hoijtema, Joy Wielkens, Maartje Teussink, Javier Guzman, Jurre Bussemaker, Jacqueline Boot, Thijs Maas, Steef Hupkes en Daniël Arends.

## Verfilming
In 2014 werd de musical verfilmd door Walt Disney Pictures.